# Epidromia lenis
Epidromia lenis är en fjärilsart som beskrevs av Walker 1858. Epidromia lenis ingår i släktet Epidromia och familjen nattflyn. Inga underarter finns listade i Catalogue of Life.